# Risk-shift
Risk-shift oder Risky shift, auch als Risikoschub-Phänomen bezeichnet, beschreibt eine Beobachtung, die man bei sozialpsychologischen Experimenten und Untersuchungen machte: Gruppen entscheiden im Allgemeinen risikofreudiger als Einzelpersonen. Es scheint eine Art Abwälzung auf andere Gruppenmitglieder stattzufinden: „Ich trage ja nicht die ganze Schuld.“ Auch in Gruppen gefällte Urteile fallen nach Diskussion in ihrer Ausprägung stärker aus als einzeln gefällte Urteile (Polarisation), so dass Risk-shift als ein Spezialfall dieser allgemeinen Tendenz der Polarisation gesehen werden kann. 
Die ersten Experimente von J.A.F. Stoner, der am Sloan College des Massachusetts Institute of Technology eine Magisterarbeit zum Risikoschub-Phänomen einreichte, fanden im Jahre 1961 statt; das Thema wurde dann sehr schnell von sozialpsychologischen Forschern in aller Welt (z. B. Wallach, Kogan, Berm, 1962, 1964) aufgegriffen und war bis Anfang der 1990er Jahre ein häufiges Thema von Untersuchungen. 
Die Untersuchungsmethoden insbesondere der frühen Untersuchungen zu dem Thema standen jedoch immer wieder in der Kritik: bezweifelt wurde insbesondere, ob aus den Laborexperimenten auf das tatsächliche Gruppenverhalten und aus der Fragestellung, die die Gruppe in diesen Experimenten zu entscheiden hatte, auf die allgemeine Risikoneigung geschlossen werden kann.